# Друкарський провулок (Житомир)
Провулок Друкарський — провулок в Богунському районі Житомира.
Соціально-виробничий топонім — раніше на цьому місці існував єврейський хмелярський колгосп «Друкар-Колективіст», котрий створили з працівників Житомирської окружної (обласної) друкарні.

## Розташування
Знаходиться у місцевості, відомій за неофіційною назвою Чулочка; на теренах історичної місцевості Кокоричанка.

## Історія
До середини ХХ століття землі за місцем розташування провулка були переважно вільні від забудови, де також знаходився господарський двір та споруди колгоспу «Друкар-Колективіст», створеного у 1930-х роках за ініціативою житомирських поліграфістів на території колишнього хутора Кокоричанка.
Провулок та його садибна забудова формувалися протягом 1950 — 1960-х рр.
До 2016 року — 2-й Колгоспний провулок. Відповідно до розпорядження Житомирського міського голови від 19 лютого 2016 року № 112 «Про перейменування топонімічних об'єктів та демонтаж пам'ятних знаків у м. Житомирі», перейменований на Друкарський провулок.